# PHM Racing
PHM Racing est une écurie allemande de sport automobile. Elle a été fondée en 2021 par Paul Müller et est dirigée par Roland Rehfeld. L'écurie est basée à Berlin.

## Histoire
PHM Racing naît fin 2021 des cendres de Mücke Motorsport, qui a dissout son programme « monoplaces ». L'écurie est fondée par Paul Müller avec une équipe composée principalement d'anciens membres de Mücke, dans le but d'être une organisation à but non lucratif,.
L'équipe fait ses premiers pas en sport automobile dans le championnat des Émirats arabes unis de Formule 4 en 2022, avec Nikita Bedrin, Jonas Ried et Taylor Barnard. Après une saison qui a donné la toute première victoire de l'équipe en course avec Barnard et une autre paire de victoires apportées par Bedrin, le propriétaire de l'équipe Paul Müller a annoncé que celle-ci participera aux championnats de Formule 4 italienne et de Formule 4 allemande,.
Le 28 novembre 2022, l'écurie annonce son arrivée en Formule 2 et en Formule 3 FIA pour la saison 2023, à la place de Charouz Racing System. En 2023, l'écurie s'engage également dans le championnat du Moyen-Orient de Formule Régionale pour la saison hivernale. Lors de la manche de Formule 2 d'Abou Dhabi, l'écurie annonce un nouvel accord de parrainage avec le groupe d'investissement AIX basé à Dubaï, qui voit l'équipe être rebaptisée PHM AIX Racing pour la saison 2024,. AIX Investment Group fait ensuite l'acquisition des structures F2 et F3 en mai 2024 et crée l'écurie AIX Racing. L'accord de parrainage prend fin en octobre 2024 et l'écurie retrouve le nom PHM Racing.

## Galerie photos Formule 3 FIA

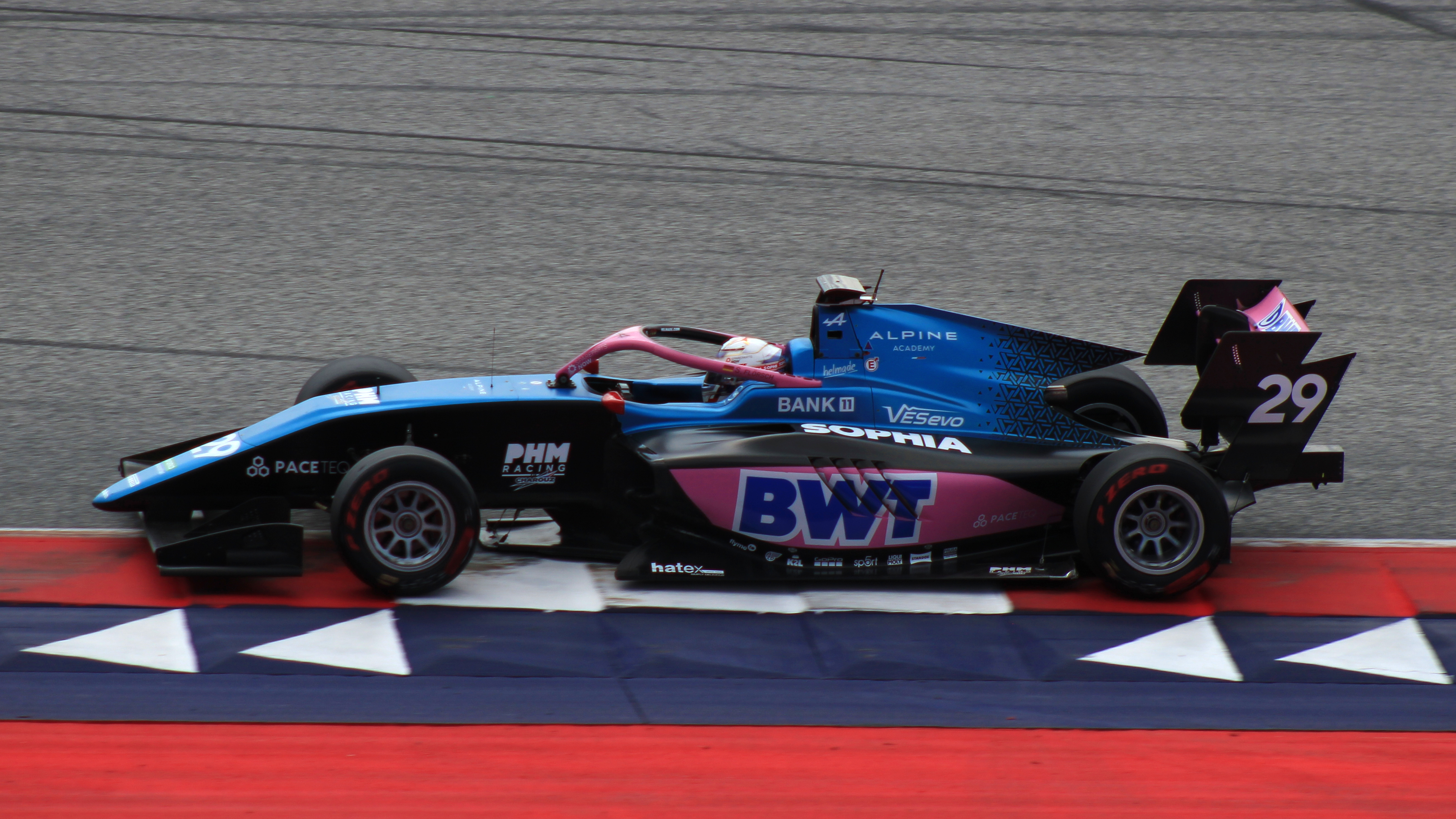
Sophia Flörsch en Formule 3 FIA en 2023
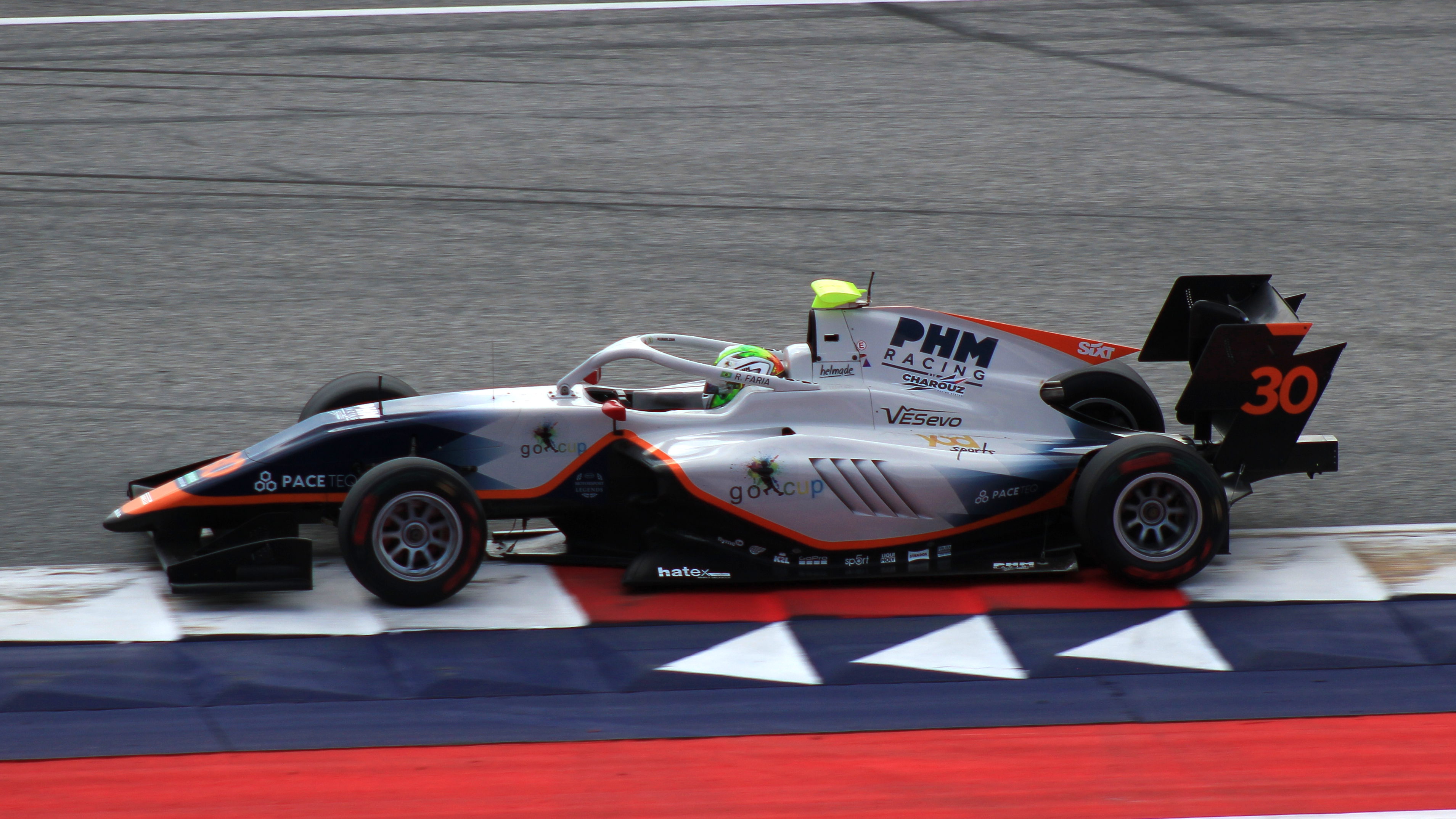
Roberto Faria en Formule 3 FIA en 2023
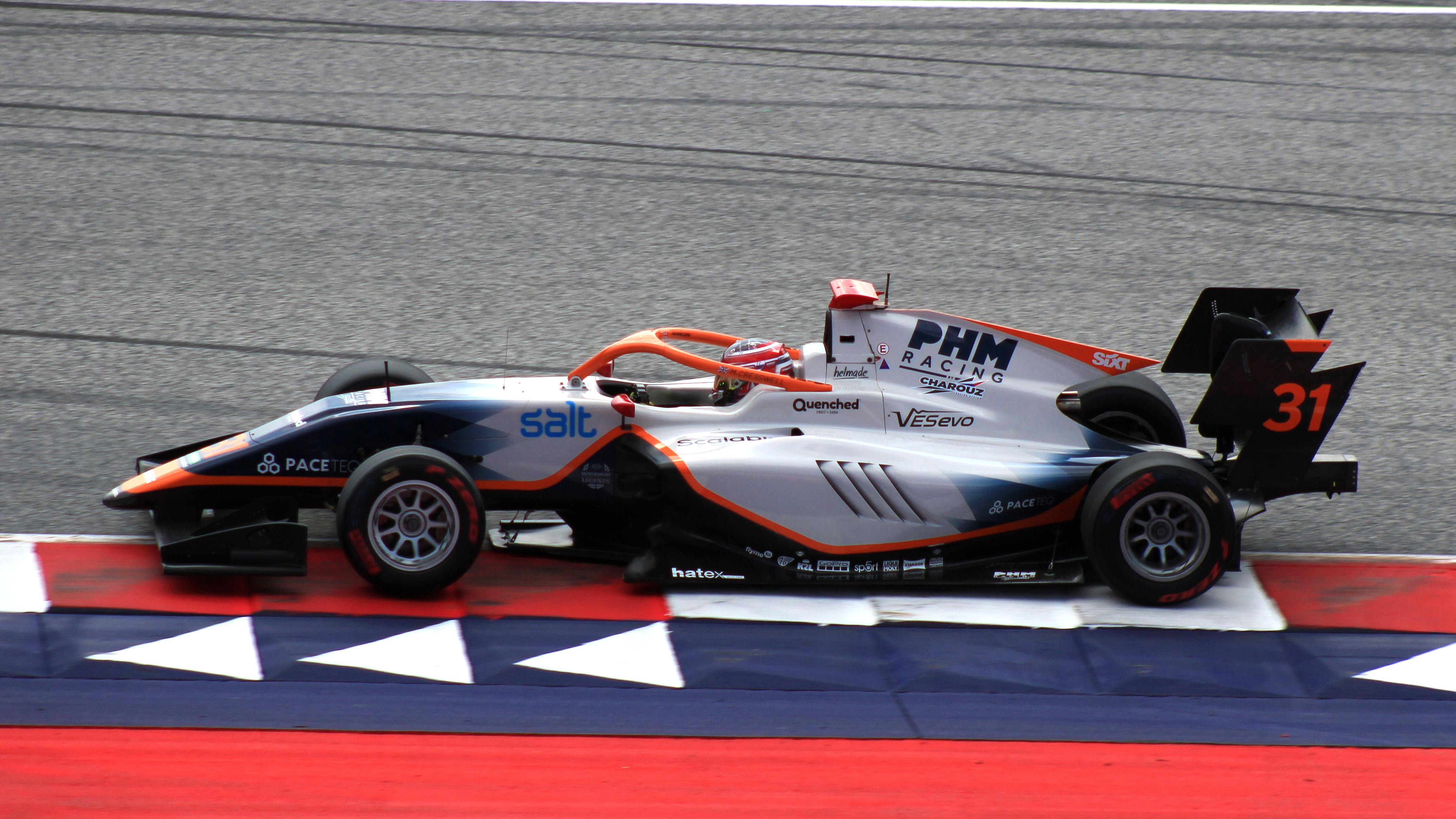
McKenzy Cresswell, en Formule 3 FIA en 2023

## Résultats en Formule 2
| Saison | Écurie                | Châssis | Moteur     | Pilotes                                                 | Courses disputées | Victoires | Pole positions | Podiums | Records du tour | Points inscrits | Classement |
| ------ | --------------------- | ------- | ---------- | ------------------------------------------------------- | ----------------- | --------- | -------------- | ------- | --------------- | --------------- | ---------- |
| 2023   | PHM Racing by Charouz | Dallara | Mecachrome | Roy Nissany Brad Benavides Josh Mason                   | 26                | 0         | 0              | 0       | 0               | 0               | 11e        |
| 2024   | PHM AIX Racing        | Dallara | Mecachrome | Joshua Dürksen Taylor Barnard Niels Koolen Cian Shields | 28                | 3         | 0              | 5       | 1               | 105             | 9e         |
| 2025   | AIX Racing            | Dallara | Mecachrome | Joshua Dürksen Cian Shields                             |                   |           |                |         |                 |                 | e          |

## Résultats en Formule 3 FIA
| Saison | Écurie                | Châssis | Moteur     | Pilotes                                                                    | Courses disputées | Victoires | Pole positions | Podiums | Records du tour | Points inscrits | Classement |
| ------ | --------------------- | ------- | ---------- | -------------------------------------------------------------------------- | ----------------- | --------- | -------------- | ------- | --------------- | --------------- | ---------- |
| 2023   | PHM Racing by Charouz | Dallara | Mecachrome | Sophia Flörsch Roberto Faria Piotr Wiśnicki McKenzy Cresswell Michael Shin | 18                | 0         | 0              | 0       | 0               | 6               | 9e         |
| 2024   | PHM AIX Racing        | Dallara | Mecachrome | Tasanapol Inthraphuvasak Nikita Bedrin Joshua Dufek                        | 20                | 1         | 0              | 2       | 0               | 35              | 9e         |
| 2025   | AIX Racing            | Dallara | Mecachrome | Javier Sagrera Nicola Marinangeli Brad Benavides                           |                   |           |                |         |                 |                 | e          |

## Résultats en Formule Régionale Moyen-Orient
| Saison | Écurie         | Châssis | Moteur     | Pilotes                                                             | Courses disputées | Victoires | Pole positions | Podiums | Records du tour | Points inscrits | Classement |
| ------ | -------------- | ------- | ---------- | ------------------------------------------------------------------- | ----------------- | --------- | -------------- | ------- | --------------- | --------------- | ---------- |
| 2023   | PHM Racing     | Tatuus  | Alfa Romeo | Taylor Barnard Joshua Dufek Nikita Bedrin                           | 15                | 4         | 2              | 11      | 6               | 247             | 2e         |
| 2024   | PHM AIX Racing | Tatuus  | Alfa Romeo | Taylor Barnard Tasanapol Inthraphuvasak Brando Badoer Ruiqi Liu     | 15                | 5         | 4              | 12      | 3               | 240             | 2e         |
| 2025   | PHM Racing     | Tatuus  | Alfa Romeo | Everett Stack Brando Badoer Everett Stack Jaden Pariat James Hedley |                   |           |                |         |                 |                 | e          |